# Nekrolog 1991
Nekrolog
◄◄
| ◄
| 1987
| 1988
| 1989
| 1990
| 1991 | 1992 | 1993 | 1994 | 1995 | ► | ►►
1. Quartal |
2. Quartal |
3. Quartal |
4. Quartal 
Weitere Ereignisse | Allgemeiner Nekrolog 1991
Die Beschreibung der verstorbenen Person sollte so kurz wie möglich gehalten sein und nur deren signifikante Tätigkeit(en) enthalten.
Neue Namen ggf. auch unter dem Geburts- und Sterbedatum, also etwa unter 1. Januar und im Geburts- und Sterbejahr (2024) eintragen (nur bei entsprechender großer Wichtigkeit). Für Beispiele siehe die schon vorhandenen Artikel.
Außerdem über die fünf zuletzt Verstorbenen, zu denen es einen ausreichend guten Artikel für eine Präsentation auf der Hauptseite gibt, nach der todesbedingten Überarbeitung der Artikel ggf. auch unter Wikipedia Diskussion:Hauptseite informieren und sie am besten auch in den anderen Wikipedia-Sprachversionen eintragen. Tipp: Regelmäßig bei news.google.de nach „ist tot“, „gestorben“ oder „verstorben“ suchen.
Wenn eine Person gestorben ist, gibt es viele Seiten zu dieser Person in der Wikipedia, die davon auch betroffen sind und entsprechend aktualisiert werden müssen. Beispiele: Namenübersichtsseite, Geburtsjahr, Geburtsort-Seiten und viele mehr.
Wie finde ich die betroffenen Seiten?
Im Suchfeld auf der linken Seite gibt man den Suchbegriff so ein: „Vorname Nachname“. Dann klickt man auf Volltext und alle Seiten mit entsprechendem Suchtext werden aufgerufen. Hier sieht man dann schnell, wo auch das Todesjahr Sinn macht oder sogar ein Teil des Artikels angepasst werden muss. Auch hilft das „Werkzeug“ auf der linken Seite sehr gut, um solche Seiten aufzufinden: „Links auf diese Seite“. Somit ist die Wikipedia wieder aktuell in allen Bereichen! Hinweis: bei Eintragung der Kategorie „Gestorben JAHR“ wird der Missbrauchsfilter 49 ausgelöst, was jedoch nicht schlimm ist. Siehe: Spezial:Missbrauchsfilter/49
Dies ist eine Liste von im Jahr 1991 verstorbenen bekannten Persönlichkeiten. Die Einträge erfolgen innerhalb der einzelnen Daten alphabetisch sortiert. Tiere sind im Nekrolog für Tiere zu finden.
Die Liste ist nach Quartalen aufgeteilt:
- Nekrolog 1. Quartal 1991: Januar, Februar und März
- Nekrolog 2. Quartal 1991: April, Mai und Juni
- Nekrolog 3. Quartal 1991: Juli, August und September
- Nekrolog 4. Quartal 1991: Oktober, November und Dezember

## Datum unbekannt
| Theodor Allesch-Alescha            | österreichischer Maler und Graphiker                                                                            |  |
| Hermann Amann                      | deutscher Filmmusikkomponist                                                                                    |  |
| Joe Appleton                       | britischer Jazzmusiker westindischer Herkunft                                                                   |  |
| David Arian                        | deutsch-israelischer Polizei- und Staatsbeamter                                                                 |  |
| Hans Asmus                         | deutscher General                                                                                               |  |
| Wilhelm Baldamus                   | britischer Soziologe deutscher Herkunft                                                                         |  |
| Bernd Bankroth                     | deutscher Maler, Grafiker, Fotograf, Keramiker                                                                  |  |
| Vasile Bărbulescu                  | rumänischer Politiker (PCR)                                                                                     |  |
| Erhart Bauch                       | deutscher Illustrator, ehemaliger Direktor der Fachschule für Werbung und Gestaltung                            |  |
| Friedrich Karl Bauer               | deutscher Gestapo-Beamter und später Mitarbeiter des Bundesamtes für Verfassungsschutz                          |  |
| Lydia Baumbach                     | südafrikanische Altphilologin und Mykenologin                                                                   |  |
| Alois Beham                        | österreichischer Arzt                                                                                           |  |
| Antoine Berman                     | französischer Kritiker, Philosoph und Translatologe                                                             |  |
| Vinicio Berti                      | italienischer Maler, Illustrator, Comiczeichner                                                                 |  |
| Geoffrey Blake                     | britischer Sprinter                                                                                             |  |
| Walter Bogs                        | deutscher Jurist                                                                                                |  |
| Lidija Syssojewna Boldyrewa        | russische Volleyballspielerin                                                                                   |  |
| Rodolfo Bonetto                    | italienischer Designer                                                                                          |  |
| Eugen Brütting                     | deutscher Schumacher und Sportschuhfabrikant                                                                    |  |
| Alfred Bühler                      | deutscher Künstler                                                                                              |  |
| Clifford Campbell                  | jamaikanischer Politiker, Generalgouverneur von Jamaika                                                         |  |
| Avinash Chandra                    | indischer Maler                                                                                                 |  |
| Warren Chappell                    | US-amerikanischer Grafiker, Schriftentwerfer und Illustrator                                                    |  |
| Trandafir Cocârlă                  | rumänischer PCR-Politiker, Minister und Botschafter                                                             |  |
| Manuel Cortés Quero                | spanischer Sozialist und Bürgermeister                                                                          |  |
| Heinrich Creuzburg                 | deutscher Dirigent und Komponist                                                                                |  |
| Charlie Davis                      | US-amerikanischer Jazzmusiker, Komponist und Bandleader                                                         |  |
| Maurice Deloraine                  | französischer Ingenieur                                                                                         |  |
| Georg Deppe                        | deutscher Schachspieler und -funktionär, Wirtschaftsprüfer und Steuerberater                                    |  |
| Soja Wassiljewna Duchowitsch       | sowjetische Sprinterin                                                                                          |  |
| Gustav Elger                       | österreichischer Schauspieler                                                                                   |  |
| Florence Hawley Ellis              | US-amerikanische Anthropologin und Archäologin                                                                  |  |
| Rubén Elosegui                     | argentinischer Bildhauer und Maler                                                                              |  |
| Horus Engels                       | deutscher Kunstmaler, Bildhauer und Illustrator                                                                 |  |
| Rudolf Erdmenger                   | deutscher Verfahrenstechniker                                                                                   |  |
| Lotte Errell                       | deutsche Journalistin und Fotografin                                                                            |  |
| Hilde Firtel                       | österreichische Autorin und Übersetzerin                                                                        |  |
| Hermann Franke                     | deutscher Chirurg                                                                                               |  |
| William Frei                       | Schweizer Diplomat                                                                                              |  |
| Rudolf Gabel                       | deutscher Architekt                                                                                             |  |
| Emilio Gálvez                      | mexikanischer Sänger und Geiger                                                                                 |  |
| Herta Claudia Gabriel              | deutsche Malerin, Grafikerin und Illustratorin                                                                  |  |
| Traugott Wilhelm Gevers            | südafrikanischer Geologe                                                                                        |  |
| Adelheid Gnaiger                   | österreichische Architektin                                                                                     |  |
| Hermann Göck                       | deutscher Politiker (SED) und Widerstandskämpfer                                                                |  |
| Hartmann Goertz                    | deutscher Verlagslektor, Essayist, Hörspielautor und literarischer Übersetzer                                   |  |
| Nachum Golan                       | israelischer Militär, Oberst der Israelischen Verteidigungsstreitkräfte und Kommandeur der Golani-Brigade       |  |
| Karl Gonser                        | deutscher Politiker                                                                                             |  |
| Moshe Goshen-Gottstein             | deutscher Linguist, Professor für Semitische Linguistik und Biblische Philologie                                |  |
| Werner H. Greub                    | Schweizer Mathematiker                                                                                          |  |
| Henry C. Gunning                   | kanadischer Geologe                                                                                             |  |
| Cherif Hamia                       | französischer Boxer                                                                                             |  |
| Konrad Jule Hammer                 | deutscher Galerist und Autor                                                                                    |  |
| Han Ying-chieh                     | chinesischer Schauspieler                                                                                       |  |
| Guy Harloff                        | niederländisch-französischer Maler                                                                              |  |
| John Morse Haydon                  | US-amerikanischer Politiker                                                                                     |  |
| Alfian Yusuf Helmi                 | indonesischer Diplomat                                                                                          |  |
| Erich Herter                       | deutscher Maler und Werbegrafiker                                                                               |  |
| Fritz Hess                         | Schweizer Buchhandelsmanager                                                                                    |  |
| Gustav Hilger                      | deutscher Kommunalpolitiker                                                                                     |  |
| Hoàng Văn Hoan                     | vietnamesischer Politiker (KPV) und Diplomat                                                                    |  |
| Wilhelm Luzian Höffe               | deutscher Sprechpädagoge, Didaktiker und Sachbuchautor                                                          |  |
| Elise Höfler                       | schweizerisch-deutsche Gerechte unter den Völkern                                                               |  |
| Ernie Hood                         | US-amerikanischer Musiker und früher Klangkünstler                                                              |  |
| José Antonio Hütt                  | costa-ricanischer Fußballspieler                                                                                |  |
| Michail Ignátieff                  | russisch-deutscher Komponist und Balalaikaspieler                                                               |  |
| Valentin Iremonger                 | irischer Diplomat und Poet                                                                                      |  |
| Tatjana Alexejewna Jakowlewa       | russische Muse des russischen Dichters Wladimir Majakowski, New Yorker Stilikone der 1950er und 1960er Jahre    |  |
| Howard Johnson                     | US-amerikanischer Jazzmusiker (Altsaxofonist)                                                                   |  |
| John Kandell                       | schwedischer Architekt und Designer                                                                             |  |
| Mosche Kastel                      | israelischer Maler                                                                                              |  |
| Karl Killian                       | österreichischer Geodät und Erfinder                                                                            |  |
| Hans Kinkel                        | Dichterarzt |  |
| Joachim Kniesch                    | deutscher Jurist                                                                                                |  |
| Walter Knop                        | deutscher Politiker (NSDAP), MdR                                                                                |  |
| Imre Kocsis                        | ungarisch-deutscher Grafiker                                                                                    |  |
| Toto Koopman                       | niederländische Resistenzakämpferin, Fotomodel, Galeristin                                                      |  |
| Ton Kotter                         | niederländischer Komponist und Dirigent                                                                         |  |
| Dieter Kremers                     | deutscher Romanist                                                                                              |  |
| Hans Kuhn                          | deutscher Maler, Grafiker und Hochschullehrer                                                                   |  |
| Michail Wassiljewitsch Kuprijanow  | russischer Zeichner und Karikaturist                                                                            |  |
| Clifford Last                      | englisch-australischer Bildhauer                                                                                |  |
| Jan Lewitt                         | polnisch-britischer Grafiker, Illustrator, Plakatkünstler, Maler und Designer                                   |  |
| Henri Lhote                        | französischer Schriftsteller, Forschungsreisender, Ethnograph                                                   |  |
| Choh-Ming Li                       | chinesischer Wirtschaftswissenschaftler und Pädagoge                                                            |  |
| Gheorghe Lichiardopol              | rumänischer Sportschütze                                                                                        |  |
| Guillaume Logiest                  | belgischer Militär-Resident in Ruanda und dortiger Hoher Repräsentant Belgiens                                  |  |
| Werner Lohrer                      | Schweizer Eishockeyspieler                                                                                      |  |
| Karl Lukesch                       | österreichischer Theologe                                                                                       |  |
| Ernest Maragall i Noble            | katalanischer Bildhauer                                                                                         |  |
| Claude Martial                     | französischer Jazzpianist, Gitarrist und Banjo-Spieler                                                          |  |
| Paul Matthies                      | deutscher Fußballspieler                                                                                        |  |
| Albert Messner                     | deutscher Jurist                                                                                                |  |
| Hans Minetti                       | deutscher Betonbau-Ingenieur                                                                                    |  |
| Alex Moore                         | britischer Tanzlehrer                                                                                           |  |
| Reinhard Müller                    | deutscher Arrangeur und Komponist                                                                               |  |
| Alejandro Muñoz Ciudad Real        | salvadorianischer Dirigent und Musikpädagoge                                                                    |  |
| Wiktor Wladimirowitsch Nowoschilow | sowjetischer Ringer                                                                                             |  |
| Anna Odenwald                      | deutsche Krankenschwester                                                                                       |  |
| Akram Ojjeh                        | syrisch-saudi-arabischer Unternehmer und Kunstsammler                                                           |  |
| Georg Öllerer                      | Harmonikabauer                                                                                                  |  |
| Eduard Opitsch                     | deutscher Steinbruchbesitzer und Fossiliensammler                                                               |  |
| Théodore Ott                       | Schweizer Hirnforscher                                                                                          |  |
| Carlo Passerini Tosi               | italienischer Altphilologe, Romanist, Italianist und Lexikograf                                                 |  |
| Werner Peiser                      | deutscher Diplomat und Hochschullehrer                                                                          |  |
| Giuseppe Pellegrini                | italienischer Drehbuchautor und Filmregisseur                                                                   |  |
| Franz Peterseil                    | deutscher Politiker (NSDAP), MdR und SS-Führer                                                                  |  |
| Irma Petzold-Heinz                 | deutsche Schriftstellerin                                                                                       |  |
| Detlev Quandt                      | deutscher Schauspieler                                                                                          |  |
| Gheorghe Rădulescu                 | rumänischer Politiker (PCR)                                                                                     |  |
| Taranath Rao                       | indischer Perkussionist                                                                                         |  |
| Denis Rathbone                     | britischer Sprinter                                                                                             |  |
| Franz Rickert                      | deutscher Gold- und Silberschmied und Professor für Goldschmiedekunst an der Akademie der bildenden Künste M... |  |
| Evan Roberts                       | britischer (walisischer) Botaniker                                                                              |  |
| Klaus Robock                       | deutscher Physiker                                                                                              |  |
| Ruth Rosenfeld                     | US-amerikanische Schriftstellerin                                                                               |  |
| Henryk Ross                        | polnisch-israelischer Fotograf                                                                                  |  |
| Harald Roth                        | deutscher Architekt                                                                                             |  |
| Thekla Schild                      | deutsche Architektin                                                                                            |  |
| Walter Schinzer                    | deutscher Schriftsteller                                                                                        |  |
| Fridtjof Schliephacke              | deutscher Architekt und Designer                                                                                |  |
| Siegfried Schmelcher               | deutscher Architekt                                                                                             |  |
| Bernard Schottlander               | deutsch-britischer Industriedesigner und Bildhauer                                                              |  |
| Martin Schröter                    | evangelisch-lutherischer Theologe und Sozialethiker                                                             |  |
| Margarete Schuchmann               | deutsche Pianistin                                                                                              |  |
| Otto-Erich Simon                   | deutscher Multimillionär                                                                                        |  |
| Karl-Heinz Sindowski               | deutscher Geologe                                                                                               |  |
| Paul Skelt                         | neuseeländischer Badmintonspieler                                                                               |  |
| Kurt Steinhaus                     | deutscher Soziologe, Politikwissenschaftler und Politiker (DKP)                                                 |  |
| Anton Steinle                      | deutscher politischer Beamter                                                                                   |  |
| Nyama Suso                         | gambischer Musiker                                                                                              |  |
| Götz Tangerding                    | deutscher Jazzmusiker und Bandleader                                                                            |  |
| Adolfo Tejera                      | uruguayischer Politiker und Journalist                                                                          |  |
| Sonomyn Udwal                      | mongolische Schriftstellerin                                                                                    |  |
| Jürgen Uhde                        | deutscher Pianist, Klavierpädagoge und Musikschriftsteller                                                      |  |
| Helmut Ullmann                     | deutscher Architekt und Baubeamter                                                                              |  |
| Fritz Vahle                        | deutscher Maler, Grafiker und Biologe                                                                           |  |
| Robert Van Zeebroeck               | belgischer Eiskunstläufer                                                                                       |  |
| Édouard Wawrzyniak                 | französischer Fußballspieler                                                                                    |  |
| Ludwig Weber                       | deutscher Pilot und Pionier des Auto-, Motorrad- und Flugzeugbaus                                               |  |
| Herbert Weidlich                   | deutscher Widerstandskämpfer (KPD), Jurist und Hochschullehrer (SED)                                            |  |
| Karl Weimer                        | deutscher Radrennfahrer                                                                                         |  |
| Stephen Weinstein                  | englischer Schriftsteller                                                                                       |  |
| Ludwig Wemmer                      | deutscher Jurist, NS-Funktionär und Diplomat                                                                    |  |
| Osmar White                        | australischer Journalist, Korrespondent und Schriftsteller                                                      |  |
| Naum Jakowlewitsch Wilenkin        | russischer Mathematiker und Hochschullehrer                                                                     |  |
| Jerzy Wostal                       | polnischer und deutscher Fußballspieler                                                                         |  |
| Marco Aurelio Yano                 | brasilianischer Komponist                                                                                       |  |
| Xuan Trinh                         | vietnamesischer Schriftsteller, Journalist und Dramaturg                                                        |  |
| Ernst Yelin                        | deutscher Bildhauer                                                                                             |  |
| Dondogijn Zewegmid                 | mongolischer Schriftsteller und Politiker                                                                       |  |